# Kruispunt tussen de N270 en de N604
Het kruispunt tussen de N270 en de N604 is een ongelijkvloerse kruising in Deurne bij de wijk Houtenhoek.
De aansluiting is een zogenaamde Haarlemmermeeraansluiting waarbij de Provinciale weg 270 onder dit kruispunt voert en de N604 daarop aansluit op maaiveldniveau. De N270 draagt de naam Helmondsingel en de N604 draagt op die plaats de naam Bakelseweg. Er is gekozen voor een ongelijkvloerse kruising zodat het doorgaande verkeer van de N270 geen hinder heeft van het afslaande verkeer naar de N604. Oorspronkelijk was de kruising tussen de Helmondsingel en de toenmalige Bakelseweg (tegenwoordig de Oude Bakelseweg) een gelijkvloerse kruising en lag deze circa 100 meter oostelijker dan de huidige kruising.

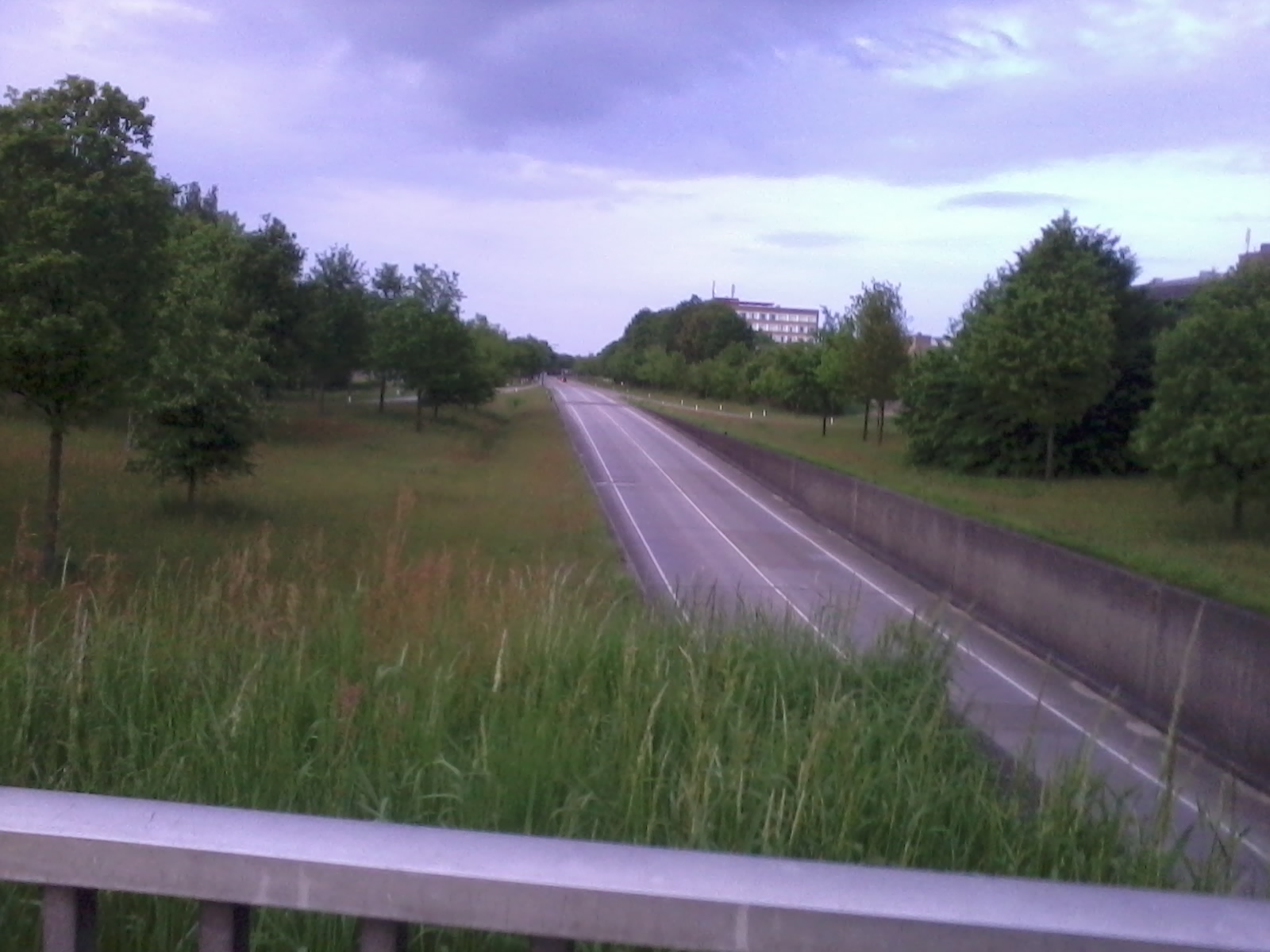
N270 vanaf de fly-over N604
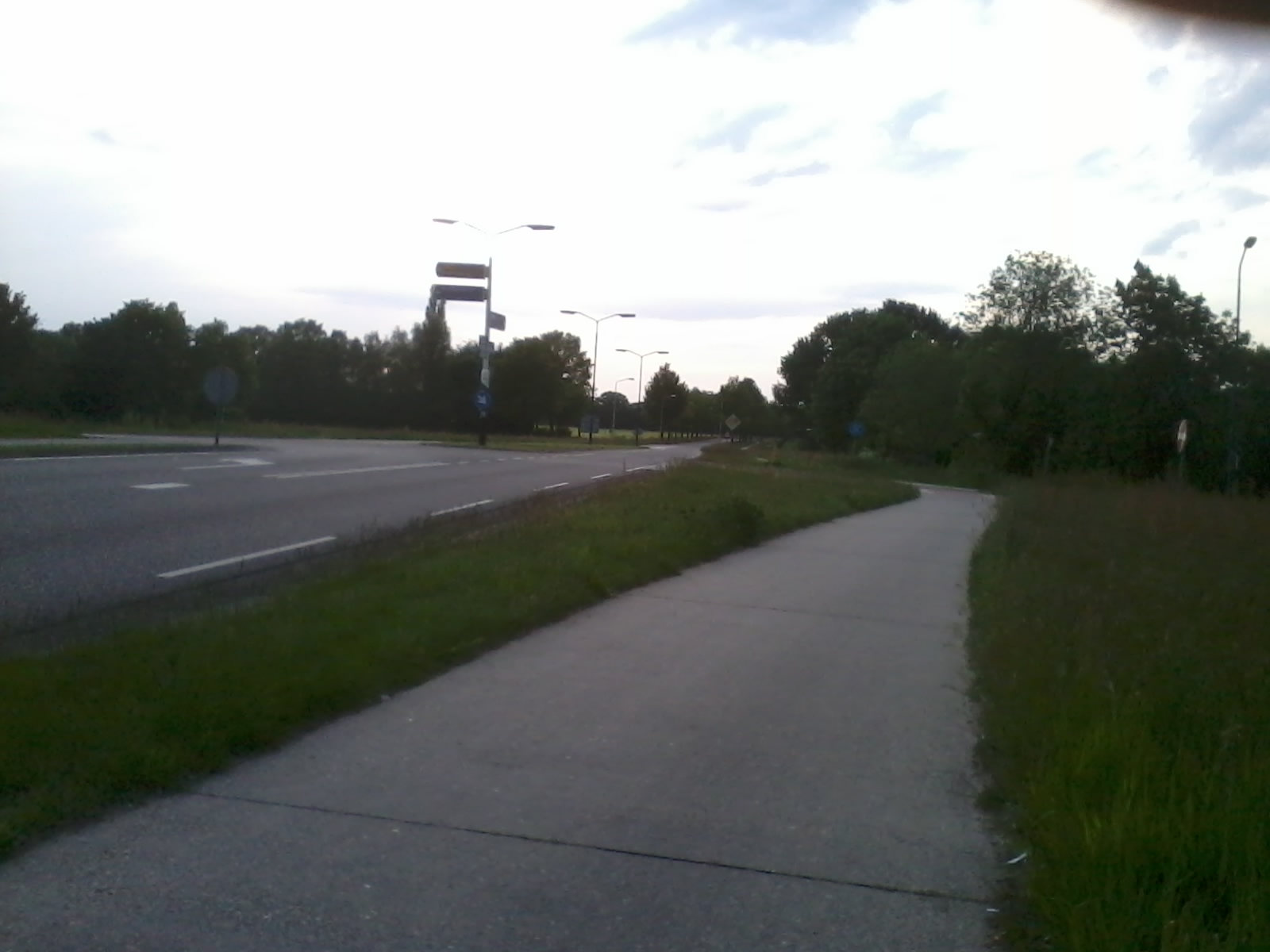
N604 met oprit (links) naar N270 ri. Helmond
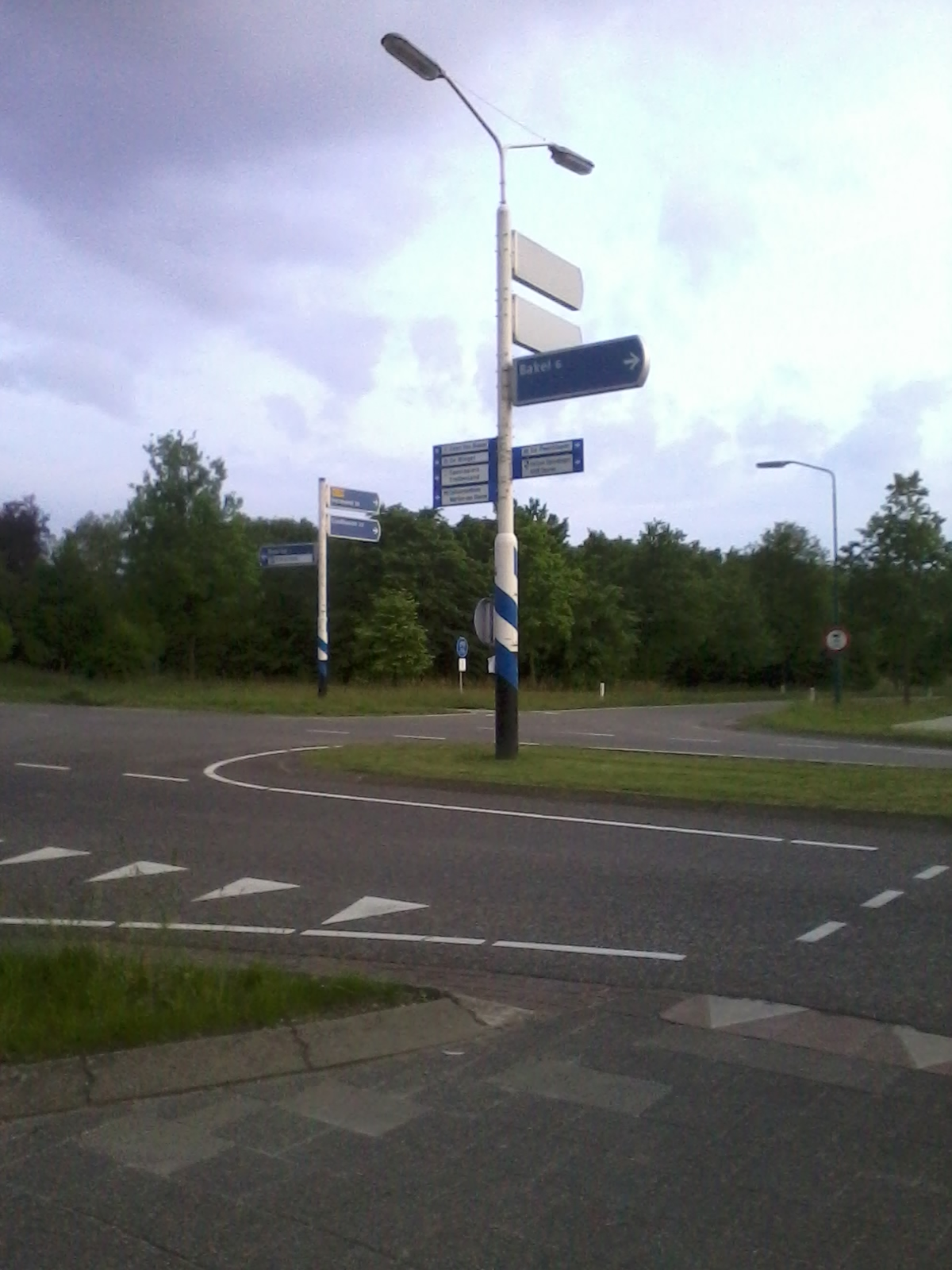
Oprit naar N270

| Aansluitende wegen                         | Aansluitende wegen | Aansluitende wegen                    | Aansluitende wegen | Aansluitende wegen                               |
| ------------------------------------------ | ------------------ | ------------------------------------- | ------------------ | ------------------------------------------------ |
|                                            |                    | richting Bakel                        |                    | Helmondsingel Deurne richting Venray / Duitsland |
|                                            |                    |                                       |                    |                                                  |
| Helmondsingel richting Helmond / Eindhoven |                    |                                       |                    |                                                  |
|                                            |                    |                                       |                    |                                                  |
|                                            |                    | Houtenhoekweg Deurne richting Liessel |                    |                                                  |